# Anna Küntzel
Anna Gunhild Elisabeth Küntzel, född Tidholm 22 juni 1897 i Jörlanda, Bohuslän, död 1993, var en svensk målare, tecknare och konsthantverkare.
Hon var dotter till provinsialläkaren Otto Tidholm och Hanna Andersson och från 1921 gift med förlagschefen Hans Küntzel samt mor till Ulla Johanson-Thor och sönerna Folke och Klas Küntzel. Anna Küntzel studerade vid Tekniska skolan 1918–1920 och för Karl Aspelin i Lund 1923–1924 samt som extraelev vid Konsthögskolan i Stockholm 1926–1930 och under studieresor till Tyskland, Italien, Lettland, Frankrike och Spanien. Hon medverkade i ett flertal samlingsutställningar bland annat med Föreningen Svenska Konstnärinnor, Sveriges allmänna konstförening och med International Council of Women. Separat ställde hon ut vid Moderna museet Eskilstuna konstmuseum, Örebro konserthus och på Galerie Moderne i Stockholm. Hennes konst består av blomsterstilleben, porträtt, barnstudier, landskap och bokomslag samt konsthantverk. Küntzel är representerad vid Moderna museet, Eskilstuna konstmuseum och Stockholms kommun.